# Tanger, le rêve des brûleurs
Pour plus de détails, voir Fiche technique et Distribution.
Tanger, le rêve des brûleurs est un film documentaire marocain réalisé par Leïla Kilani, sorti en 2002.

## Fiche technique
- Titre français : Tanger, le rêve des brûleurs
- Réalisation : Leïla Kilani
- Pays d'origine : Maroc
- Format : Couleurs - 35 mm - 1,85:1
- Genre : documentaire
- Durée : 110 minutes
- Date de sortie : 2002